# Bjelasnica (bergskedja)
Bjelasnica är en bergskedja i Bosnien och Hercegovina. Den ligger i entiteten Republika Srpska, i den södra delen av landet, 110 kilometer söder om huvudstaden Sarajevo.
Bjelasnica sträcker sig 21,9 kilometer i sydostlig-nordvästlig riktning. Den högsta toppen är Motka, 1 394 meter över havet.
Topografiskt ingår följande toppar i Bjelasnica:
- Dinar
- Dubovac
- Gaćen
- Grbačica
- Igarska Glavica
- Ilija
- Ilijino Osoje
- Javorak
- Kamena Gora
- Kičin
- Kičin
- Klisura
- Klupac
- Krstac
- Kruščica
- Kurijela
- Lisac
- Mašala
- Motka
- Orlovac
- Ostrvica
- Peliješ
- Perine Glavica
- Pješivac
- Pleće
- Ploče
- Pobrežak
- Popov Las
- Prnjevca
- Radoš
- Runjova Glavica
- Siljevac
- Sredomir
- Strašivica
- Stružna Glavica
- Treskavac
- Trubar
- Tvrda Glavica
- Velika Gomila
- Velika Gruda
- Vijenac
- Višegrad
- Visoka Glavica
- Vjetreno Brdo
- Vosnik
- Vučić
- Vučije Glavice
- Žabljak
- Žlijeb

Omgivningarna runt Bjelasnica är en mosaik av jordbruksmark och naturlig växtlighet. Runt Bjelasnica är det ganska tätbefolkat, med 93 invånare per kvadratkilometer.